# Grupa algebraiczna
Grupa algebraiczna, rozmaitość grupowa – grupa, która jest rozmaitością algebraiczną taką, że mnożenie i odwracanie zadane są na rozmaitości przez funkcje regularne. W języku teorii kategorii grupy algebraiczne są obiektami grupowymi w kategorii rozmaitości algebraicznych.

## Klasy
Kilka ważnych klas grup stanowią grupy algebraiczne, m.in.:
- grupy skończone,
- {\displaystyle \operatorname {GL} (n,\mathbb {C} ),} pełna grupa liniowa macierzy odwracalnych nad {\displaystyle \mathbb {C} ,}
- krzywe eliptyczne.

Istnieją dwie ważne klasy grup algebraicznych, które zasadniczo studiuje się niezależnie: rozmaitości abelowe (teoria „rzutowa/projektywna”) oraz liniowe grupy algebraiczne (teoria „afiniczna”). Z pewnością istnieją przykłady, które nie należą tak do jednej, jak i do drugiej klasy – są to przykładowo we nowoczesnej teorii całek rodzajów drugiego i trzeciego takie jak funkcja zeta Weierstrassa, czy w teorii uogólnionych jakobianów. Jednakże zgodnie z twierdzeniem zasadniczym każda grupa algebraiczna jest rozszerzeniem rozmaitości algebraicznej o liniową grupę algebraiczną. Jest to wynik Claude’a Chevalleya: jeżeli {\displaystyle K} jest ciałem doskonałym, zaś {\displaystyle G} jest grupą alebraiczną nad {\displaystyle K,} to istnieje wyznaczona jednoznacznie domknięta podgrupa normalna {\displaystyle H} grupy {\displaystyle G} taka, że {\displaystyle H} jest grupą liniową, zaś {\displaystyle G/H} jest rozmaitością abelową.
Zgodnie z innym podstawowym twierdzeniem każda grupa w kategorii rozmaitości afinicznych ma wierną reprezentację liniową: można postrzegać ją jako grupę macierzową nad {\displaystyle K} określoną za pomocą wielomianów nad {\displaystyle K,} przy czym mnożenie macierzowe jest operacją grupową. Z tego powodu koncepcja afinicznej grupy algebraicznej nad ciałem jest nadmiarowa – można pokusić się o bardzo konkretną definicję. Oznacza to, że podczas pracy nad ciałem liczb rzeczywistych grupa algebraiczna jest pojęciem węższym od grupy Liego: istnieją takie przykłady, takie jak nakrycie uniwersalne specjalnej grupy liniowej {\displaystyle 2\times 2,} które są grupa Liego, ale nie mają wiernej reprezentacji liniowej. Między tymi dwoma pojęciami zachodzi bardziej oczywista różnica: składowa jedynki afinicznej grupy algebraicznej {\displaystyle G} jest koniecznie skończonego indeksu w {\displaystyle G.}
Praca nad pierścieniami (przemiennym) {\displaystyle R} umożliwia wprowadzenie pojęcia schematu grupowego, tzn. obiektu grupowego w kategorii schematów nad {\displaystyle R.} Schemat grupy afinicznej jest pojęciem dualnym do rodzaju algebry Hopfa. Istnieje wyszukana teoria schematów grupowych, która przykładowo wkracza we współczesną teorię rozmaitości abelowych.

## Podgrupa algebraiczna
Podgrupą algebraiczną grupy algebraicznej nazywa się podgrupę zamkniętą ze względu na topologię Zariskiego. Zwykle rozumie się, iż są także spójne (bądź nierozkładalne jako rozmaitość).
Innym sposobem wyrażenia warunku jest żądanie, by dana podgrupa była także podrozmaitością.
Można to uogólnić poprzez zastąpienie rozmaitości schematami. Głównym tego następstwem, oprócz dopuszczenia podgrup, w których składowa spójna jest skończonego indeksu większego od 1, jest przyzwolenie na niezredukowane schematy dla charakterystyki {\displaystyle p.}

## Grupy Coxetera
Istnieje mnóstwo odpowiadających sobie wyników dla grup algebraicznych i grup Coxetera – przykładowo liczba elementów grupy symetrycznej wynosi {\displaystyle n!,} zaś liczba elementów pełnej grupy liniowej nad ciałem skończonym jest q-silnia {\displaystyle [n]_{q}!;} stąd grupa symetryczna jest jak gdyby grupą liniową nad „ciałem o jednym elemencie”. W tym ujęciu grupy Coxetera są grupami algebraicznymi prostymi nad ciałem jednoelementowym.

## Literatura
- James E. Humphreys: Linear Algebraic Groups. T. 21. Berlin, New York: Springer-Verlag, 1972, seria: Graduate Texts in Mathematics. MR0396773. ISBN 978-0-387-90108-4. Brak numerów stron w książce
- Serge Lang: Abelian varieties. Berlin, New York: Springer-Verlag, 1983. ISBN 978-0-387-90875-5. Brak numerów stron w książce
- Milne, J.S., Algebraic and Arithmetic Groups.
- David Mumford: Abelian varieties. Oxford University Press, 1970. ISBN 978-0-19-560528-0. OCLC 138290. Brak numerów stron w książce
- Tonny A. Springer: Linear algebraic groups. Wyd. II. T. 9. Boston, MA: Birkhäuser Boston, 1998, seria: Progress in Mathematics. MR1642713. ISBN 978-0-8176-4021-7. Brak numerów stron w książce
- William Waterhouse: Introduction to affine group schemes. T. 66. Berlin, Nowy Jork: Springer-Verlag, 1979, seria: Graduate Texts in Mathematics. ISBN 978-0-387-90421-4. Brak numerów stron w książce
- André Weil: Courbes algébriques et variétés abéliennes. Paryż: Hermann, 1971. OCLC 322901. Brak numerów stron w książce